# Kwasi Kwarteng
Akwasi Addo Alfred Kwarteng, dit Kwasi Kwarteng, né le 26 mai 1975 dans le borough londonien de Waltham Forest, est un homme politique britannique.
Membre du Parti conservateur, il est secrétaire d'État aux Affaires, à l'Énergie et à la Stratégie industrielle du 8 janvier 2021 au 6 septembre 2022, date à laquelle il devient chancelier de l'Échiquier. Il est démis de ses fonctions le 14 octobre 2022.

## Biographie
Kwasi Kwarteng naît en 1975 à Waltham Forest, dans le nord-est du Grand Londres, de parents qui émigrent du Ghana au Royaume-Uni alors qu'ils sont étudiants dans les années 1960,.
Il fréquente le collège d'Eton en tant qu'étudiant boursier King's et Newcastle, avant de se rendre à l'université de Cambridge où il étudie les classiques et l'histoire au Trinity College. Il fait partie de l'équipe qui remporte le jeu télévisé University Challenge en 1995 (dans la première saison après la reprise du programme par la BBC en 1994),. Il fréquente l'université Harvard avec une bourse Kennedy, puis obtient un doctorat en histoire économique de l'université de Cambridge en 2000.
Avant de devenir membre du Parlement, il travaille comme analyste dans les services financiers. Outre deux livres d'analyse politique (After the Coalition et  Britannia Unchained: Global Lessons for Growth and Prosperity) coécrits avec Priti Patel, Dominic Raab, Chris Skidmore et Liz Truss, Kwasi Kwarteng écrit un livre, Ghosts of Empire, sur l'héritage de l'Empire britannique, publié par Bloomsbury en 2011. Il coécrit également avec Jonathan Dupont Gridlock Nation en 2011 sur les causes et les solutions à la congestion routière en Grande-Bretagne. En 2015, il fait paraître un ouvrage sur Margaret Thatcher.

## Parcours politique
Considéré comme « une étoile montante à la droite du parti », il est le candidat conservateur dans la circonscription de Brent East aux élections générales de 2005. Il termine à la troisième place derrière la députée libérale démocrate en exercice Sarah Teather (qui avait remporté le siège lors d'une élection partielle de 2003) et Yasmin Qureshi, candidat présenté par le Parti travailliste.
En 2006, le Times suggère qu'il pourrait devenir le premier ministre noir du gouvernement conservateur. Il était sixième sur la liste des candidats conservateurs à l'Assemblée de Londres lors des élections en 2008, mais n'a pas été élu, car les conservateurs n'ont remporté que trois sièges sur la liste à Londres.
Il est choisi comme candidat conservateur dans la circonscription de Spelthorne lors d'une primaire ouverte en janvier 2010, à la suite du retrait du député conservateur en exercice, David Wilshire, à la suite de la controverse suscitée par le scandale des dépenses du Parlement.
Il est décrit par un journal local comme le « Boris noir » (Black Boris), du nom du maire de Londres de l'époque, Boris Johnson, sobriquet qui le suivra au cours de sa carrière parlementaire.
Lors des élections générales de 2010, il remporte le siège avec 22 261 voix (soit numériquement plus de voix mais un pourcentage de voix inférieur à celui de son prédécesseur). Il est réélu le 7 mai 2015 avec une majorité accrue.
Il soutient le retrait du Royaume-Uni de l'Union européenne lors du référendum de 2016.
À la suite des élections générales de 2017, Kwasi Kwarteng devient secrétaire parlementaire privé du chancelier de l'Échiquier Philip Hammond. Le 16 novembre 2018, il remplace Suella Braverman en tant que sous-secrétaire d'État parlementaire au sein du département pour la sortie de l'Union européenne.
Le 24 juillet 2019, il est nommé ministre d'État au sein du département des Affaires, de l'Énergie et des Stratégies industrielles, au côté de Jo Johnson, frère du nouveau Premier ministre Boris Johnson. Le 8 janvier 2021, il remplace Alok Sharma en tant que secrétaire d'État aux Affaires, à l'Énergie et à la Stratégie industrielle dans le second gouvernement de Boris Johnson.
Le 6 septembre 2022, il est nommé chancelier de l'Échiquier dans le gouvernement de Liz Truss. Il annonce le 14 octobre suivant avoir démissionné, conformément à la demande formulée par la Première ministre. Il avait annoncé trois semaines plus tôt un plan fiscal prévoyant d'importantes baisses d'impôt non-financées, ce qui avait eu pour effet de déstabiliser les marchés financiers et faire chuter le cours de la livre sterling.